# Ryō no Gige
Ryō no Gige (令義解?, Ryō no Gige, lett. "Commento al codice amministrativo"), entrato in vigore in Giappone nell'835, è il commento ufficiale della legislazione amministrativa del Codice Yōrō promulgato nel 758.

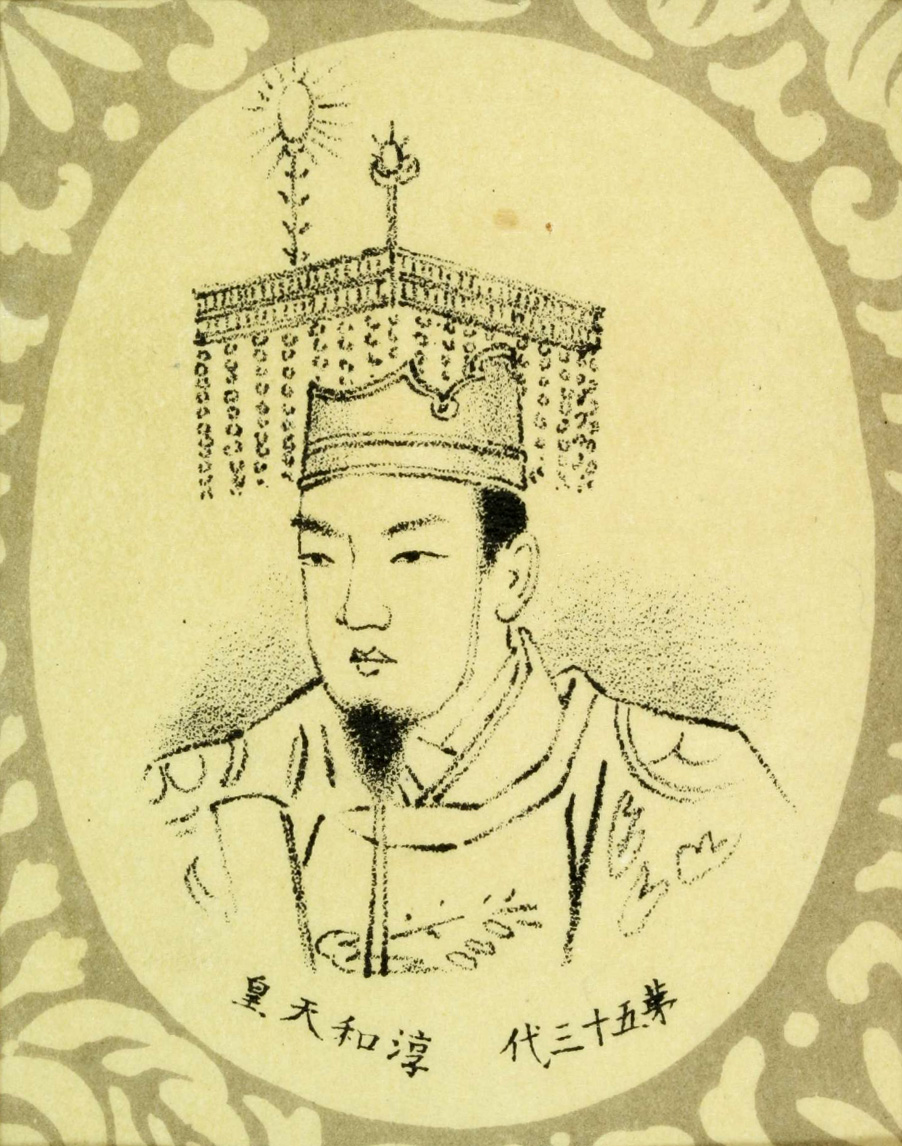
L'imperatore Junna (786-840), sotto il cui regno venne redatto il Ryo no Gige

Rappresenta la principale fonte sia di quest'ultimo (Yōrō ryō) che del precedente codice Taiho (701-702), andati perduti, ed è quindi di grande importanza per la comprensione delle istituzioni giuridiche giapponesi del periodo Nara e Heian.
I lavori per la realizzazione del Ryō no Gige, composto di dieci rotoli o fascicoli e trenta sezioni, hanno preso avvio nell'826, con la presentazione al Daigaku-ryō (大学寮), l'Ufficio degli Studi Superiori, di una relazione redatta dall'esperto di diritto Nukata no Imatari, nella quale veniva evidenziata la necessità di unificare le interpretazioni dei codici esistenti (ritsuryō).
Tale richiesta venne accolta con la nomina, su ordine dell'imperatore Junna, di una commissione composta da dodici esperti di diritto - tra cui il poeta e studioso di questioni legali e amministrative Ono no Takamura (802-852) e l'alto dignitario Kiyohara no Natsuno - cui venne assegnato il compito di redigere un Commentario dei ritsuryō da adottare come versione ufficiale, mettendo fine alle numerose e discordanti interpretazioni sorte tra opposte scuole di giuristi.
Il Ryō no Gige fu completato e consegnato al trono nell'834 ed entrò in vigore nell'835. Quando il codice Yoro andò perduto, il Ryō no Gige, che ne conteneva il testo unito al suo commento, ne prese il posto.
Al contrario del Ryō no Shūge, un altro commento al codice Yōrō redatto tra il 859 e il 877 da Naomoto Koremune, che ne ha ugualmente incorporato i contenuti, il Ryō no Gige rappresenta la versione ufficiale, approvata dalla corte imperiale.
Nel 1900 è stato pubblicato nel volume 12 del compendio di materiali storici fondamentali della storia giapponese Kokushi taikei (史大系) e in seguito è stato digitalizzato nella collezione della Biblioteca della Dieta nazionale del Giappone (国立国会図書館, Kokuritsu Kokkai Toshokan).